# Friendly Floatees

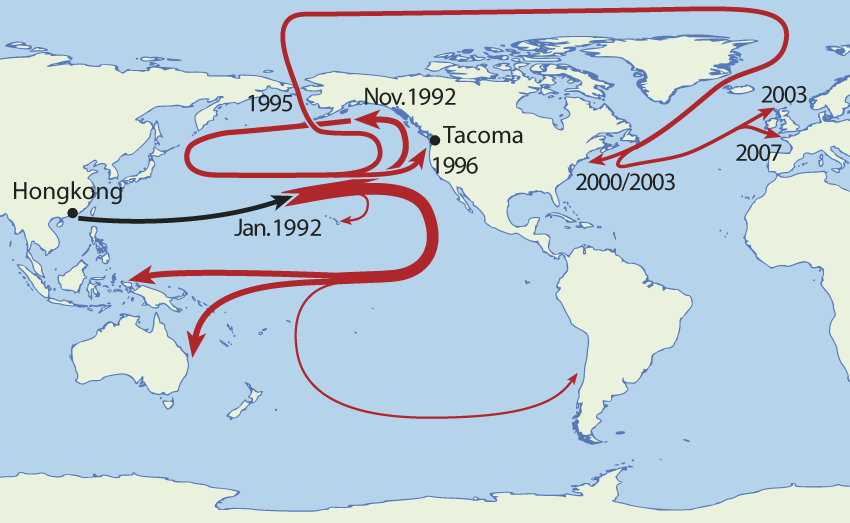
Trajets parcourus par les Friendly Floatees, perdus initialement dans l'océan Pacifique en 1992.

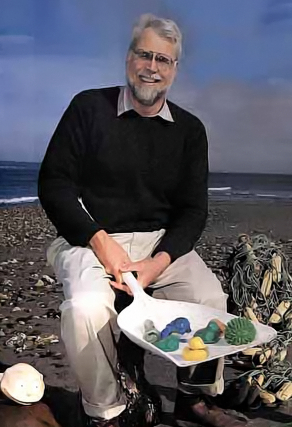
L'océanographe Curtis Ebbesmeyer montrant les objets perdus en mer (y compris quelques Friendly Floatees) qu'il observe pour analyser les courants marins.

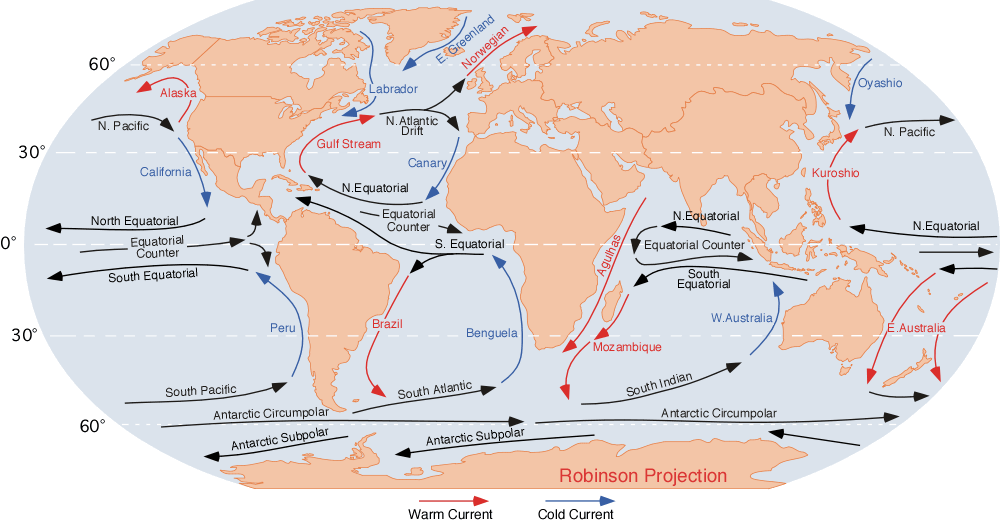
Courants océaniques de surface.

Les Friendly Floatees sont des jouets de bain en plastique commercialisés par The First Years, Inc. rendus célèbres par le travail de Curtis Ebbesmeyer, un océanographe qui modélise les courants marins à partir des mouvements des épaves, y compris celles provenant d'un chargement de Friendly Floatees qui contenait 29 000 canards jaunes, castors rouges, tortues bleues et grenouilles vertes en plastique, accidentellement déversés dans l'océan Pacifique en 1992. Certains des jouets ont échoué sur des rivages de l'océan Pacifique, comme Hawaï. D'autres ont voyagé sur plus de 17 000 milles nautiques, voguant sur le site du naufrage du Titanic, et ont passé des années gelés dans les glaces de l'Arctique pour rejoindre les littoraux britanniques et irlandais 15 années plus tard en 2007.

## Océanographie
Une cargaison de jouets Friendly Floatee, fabriqués en Chine pour le compte de The First Years Inc., est partie de Hong Kong sur un porte-conteneurs, le Ever Laurel, à destination de Tacoma. Le 10 janvier 1992, pendant une tempête dans le Nord de l'océan Pacifique à proximité de la ligne de changement de date, douze conteneurs de 13,3 m sont passés par-dessus bord. L'un d'entre eux contenait 28 800 Floatees, un jouet de bain pour enfant, qui étaient conditionnés sous différentes formes : des castors rouges, des grenouilles vertes, des tortues bleues et des canards jaunes. Le conteneur finit par s'ouvrir (probablement à cause d'une collision avec d'autres conteneurs ou avec le bateau lui-même) et les Floatees ont été relâchés. Bien que chaque jouet ait été empaqueté dans un emballage en plastique fixé sur un carton rigide, les essais ultérieurs ont montré que le carton se dégradait très vite dans l'eau de mer, ce qui permit aux Floatees de s'échapper. Contrairement à de nombreux autres jouets de bain, les Friendly Floatees ne présentent pas de trou, c'est pourquoi ils ne prennent pas l'eau.
Les océanographes de Seattle Curtis Ebbesmeyer et James Ingraham, qui travaillaient sur un modèle de courant océanique de surface, ont commencé à suivre la progression des Floatees. Le lâcher massif de 28 800 objets en une fois dans l'océan offrait un avantage significatif par rapport aux méthodes standard, qui utilisent entre 500  et   1 000 bouteilles à la dérive. Le taux de récupération des objets perdus dans le Pacifique est normalement aux alentours de 2 %, donc au lieu des 10 ou 20 épaves récupérées lors d'une expérience standard, les deux scientifiques espéraient en obtenir environ 600. Ils étaient déjà à la recherche de diverses autres épaves, y compris des chaussures Nike issues d'une cargaison perdue en 1990 qui comprenait 61 000 chaussures.
Dix mois après l'incident, les premiers Floatees sont apparus le long des côtes alaskiennes. La première découverte, faite par un beachcomber près de Sitka le 16 novembre 1992, à près de 3 200 km du lâcher, comprenait dix jouets. Ebbesmeyer et Ingraham ont contacté les beachcombers, les travailleurs côtiers, et les résidents du littoral pour repérer les centaines de Floatees échoués sur environ 850 km de côtes. Un autre beachcomber a découvert vingt jouets le 28 novembre 1992, et au total, 400 ont été trouvés le long de la côte Est du golfe d'Alaska jusqu'en août 1993. Cela représentait un taux de récupération de 1,4 %. Les points d'échouage ont été entrés dans le modèle numérique d'Ingraham, OSCUR (Ocean Surface Currents Simulation), qui utilise les mesures de pression de l'air depuis 1967 pour calculer la direction et la vitesse du vent sur les océans, et les courants de surface associés. Le modèle était conçu pour aider les pêcheurs, mais était aussi utilisé pour prédire le mouvement des épaves, ou l'origine probable d'un objet à la dérive.
En utilisant les modèles qu'ils avaient développés, les océanographes ont prédit correctement les futurs points d'échouage des jouets sur la côte de l'État de Washington en 1996 et ont conçu une théorie selon laquelle une partie des Floatees restants auraient dérivé vers l'Alaska, vers l'ouest jusqu'au Japon, puis encore vers l'Alaska, et ensuite vers le Nord, traversant le détroit de Béring jusqu'à être piégés dans les glaces de l'Arctique. Ils ont prédit qu'il faudrait six ou sept ans pour que les jouets, se mouvant lentement avec les glaces à travers le Pôle, soient relâchés par le dégel au Nord de l'océan Atlantique. Entre juillet et décembre 2003, The First Years Inc. a offert une récompense de 100 $ en obligations des États-Unis à toute personne qui trouverait un Floatee en Nouvelle-Angleterre, au Canada ou en Islande. Plus de jouets ont été récupérés en 2004 que pendant chaque année précédente. Cependant, il avait été prédit qu'encore davantage de ces jouets se seraient dirigés vers l'est, passant le Groenland, et auraient échoué sur les rivages Sud-Ouest du Royaume-Uni en 2007. En juillet 2007, un professeur à la retraite a trouvé un canard en plastique sur la côte du Devon, et les journalistes britanniques annoncèrent à tort que les Floatees avaient commencé à arriver,. Mais le jour suivant, le Western Morning News, le journal local du Devon, annonça que le Dr Simon Boxall du Centre national d'océanographie à Southampton avait examiné le spécimen et déterminé qu'il ne s'agissait en fait pas d'un Floatee.
Avec le soleil et les eaux de mer, les couleurs des canards et des castors avaient passé, tandis que les tortues et les grenouilles ont conservé leur couleur originale.

## Culture
Eric Carle a écrit un livre pour enfant, les 10 Petits Canards de Caoutchouc, inspiré des Floatees (Harper Collins 2005,  (ISBN 978-0-00-720242-3)). Au moins un autre livre pour enfant a été écrit autour des canards, et les jouets en eux-mêmes sont devenus la proie des collectionneurs, atteignant des prix jusqu'à 1 000 $.
En 2004, Sandpiper a publié Ducky, écrit par Eve Bunting, lauréate de la médaille Caldecott, et illustré par David Wisniewski, également lauréat de la médaille Caldecott.
En 2011, Donovan Hohn a publié Moby-Duck: The True Story of 28,800 Bath Toys Lost at Sea and of the Beachcombers, Oceanographers, Environmentalists, and Fools, Including the Author, Who Went in Search of Them (Viking,  (ISBN 978-0-670-02219-9)).
Le 20 juin 2014, Disney Channel et Disney Junior ont programmé Lucky Duck, un film d'animation canadien plus ou moins basé sur les Friendly Floatees[source insuffisante].
En 2013, un épisode de Meurtres au paradis a mis en scène une victime de meurtre qui voulait jeter un canard de plastique dans l'océan. L'une de ses répliques fameuses est « Une de plus pour Curtis[source insuffisante]. »